# Qu (lenguaje de programación)
Qu es un lenguaje de programación que posee un intérprete de código abierto escrito en C por Marc Krisnanto. Es similar a Python, Ruby, Perl y muchos otros.
El lenguaje es semidinámico, opcionalmente fuertemente tipado y completamente orientado a objetos. Todas las variables del lenguaje son objetos de primera clase.

## Ejemplos
```
# Ackermann 
```

```
if not (__arg__) # get input;
  println("Ackermann's function ...")
  println("Enter a number on the command line!")
else
  NUM = Int(__arg__[0])
  printf('Ack (3,%d): %d\n', NUM, Ack(3, NUM))
end if  
```

```
sub Ack(m, n) # one way
  if m == 0 return n + 1
  elif n == 0 return Ack(m - 1, 1)
  else return Ack(m - 1, Ack(m, n - 1));;
;;
```

```
 # alternate way
```

```
sub ackermann (m, n) 
    return m ? (n ? ackermann (m - 1, ackermann (m, n - 1)) :
               ackermann (m - 1, 1)) : n + 1
;;
```